# Eugenia psidiiflora
Eugenia psidiiflora är en myrtenväxtart som beskrevs av Otto Karl Berg. Eugenia psidiiflora ingår i släktet Eugenia och familjen myrtenväxter. Inga underarter finns listade i Catalogue of Life.